# Chiesa di San Romolo a Settimo
La chiesa di San Romolo si trova nel comune di Lastra a Signa. È una suffraganea della Pieve di San Giuliano a Settimo ed è posta sulla collina di San Romolo dalla quale si può godere di un panorama.

## Storia
Secondo una leggenda la chiesa sorgerebbe sui resti di un eremo dipendente dalla badia a Settimo ma la prima testimonianza documentale si trova nell'atto di cessione di Semifonte fatto dai conti Alberti a favore di Firenze; tale atto venne redatto nella ecclesia de podio Sancti Romuli de Septimo tra il 13 e il 23 febbraio 1199.
Nel XII secolo venne arricchita da una nuova campana, datata 1242, e in quel periodo i suoi rettori furono Buoncompagno citato tra il 1240 e il 1253 e Meliorato Gherardi attivo intorno al 1260, quando risulta censuario del vescovo di Firenze. Il 17 luglio 1260 il popolo di San Romolo si impegnò a versare solo 6 staia di grano per il mantenimento dell'esercito fiorentino e questa cifra è indice di una situazione economica non prospera. La poca prosperità è confermata dalle decime pagate tra il 1276 e il 1303 che ammontarono a 4 lire annue.
Nel XVI secolo la chiesa fu più volte fatta oggetto di lavori di modifica e di restauro come ad esempio nel 1590 quando risulta già costruito il portico in facciata.
Nel 1912 tutta la chiesa fu restaurata e venne ripristinato l'aspetto romanico; tra i lavori svolti ci fu anche la cancellazione delle decorazioni più moderne sostituite con gli affreschi neorinascimentali opera di Giuseppe Santelli. La chiesa è stata soppressa nel 1986 e unita alla parrocchia di Calcinaia. Un nuovo restauro della facciata è stato eseguito nel 1996.

## Descrizione
La chiesa, databile alla metà del XII secolo, consiste in un edificio ad aula rettangolare coperta a tetto e dotata di scarsella; in origine al posto della scarsella si trovava un'abside semicircolare. Il paramento murario di tutto l'edificio è in pietra arenaria cavata localmente e dalle tonalità varie: in facciata è di colore giallastro mentre sulle fiancate prevalgono i toni grigi.
La facciata è preceduta da un portico ed ha un impianto a capanna; in occasione dei restauri novecenteschi vennero aperte due monofore in stile gotico ma in precedenza era aperta da una finestra rettangolare in seguito ridotta ad occhio. Nella parte inferiore della facciata si apre il portale dotato di architrave monolitico in arenaria sovrastato da un arco estradossato a tutto sesto e lunetta affrescata. La fiancata settentrionale presenta un portalino con archivolto e mensole convesse ma oggi appare tamponato.
Vi era custodito il dipinto di Lorenzo Monaco raffigurante la "Madonna dell'Umiltà", oggi nel Museo di arte sacra di San Martino a Gangalandi; l'importanza di quest'opera fa pensare che fra Tre e Quattrocento la chiesa avesse ricchi committenti: difatti a quell'epoca avevano le loro case da signore in questa zona famiglie fiorentine come i Rinuccini, che detenevano il patronato di San Romolo, e gli Albizi.
L'interno è decorato da un ciclo di affreschi di gusto neo-quattrocentesco, realizzato dal pittore signese Giuseppe Santelli, intorno al 1912.